# Doc Gynéco enregistre au quartier
Albums de Doc Gynéco
Un homme nature
(2006) Le Doc Au Pays
(2006)
Doc Gynéco enregistre au quartier est le 5e album du rappeur Doc Gynéco. Il fait partie d'un double album, l'autre CD s'intitule Un homme nature. Ce double album, sorti fin décembre 2005, s'inspire de la musique reggae.

## Liste des titres
1. Arrête la bagarre
2. Josette feat. Matinda & Jocelyn
3. Reurti II
4. Éolienne
5. Femme
6. Marti-loupe
7. Grillé
8. Le roi des animaux
9. La langue française
10. Martyr
11. Gynéco a dit
12. Liberta
13. L'amour
14. Interlude
15. Un homme meilleur
16. Donne-moi un SMIC
17. L'hymne à la joie

## Anecdotes
Dans le clip de Donne-moi un SMIC diffusé juste avant l'été 2005, six mois avant la sortie de l'album, plusieurs personnalités du showbiz y apparaissent, dont des amis du chanteur.